# Andrea Russo (Autorin)
Andrea Russo (* 4. November 1968 in Hanau; Pseudonyme: Anne Barns, Claire Bonamy, Anne Töpfer, Sophie Tammen, Jette Jakobi) ist eine deutsche Schriftstellerin.

## Leben
Andrea Russo lebt mit ihrem Mann in Oberhausen. Sie hat als Lehrerin in einer Förderschule gearbeitet, bevor sie sich auf das Schreiben von Büchern konzentrierte. Russo hat eine Tochter.

## Romane
Andrea Russo schreibt Romane und Kinderbücher.
- Andrea Russo – Spätsommerfreundinnen. MIRA Taschenbuch 2018, ISBN 9783955768645
- Anne Barns – Apfelkuchen am Meer (Roman). MIRA Taschenbuch 2017, ISBN 9783955766771
- Anne Barns – Drei Schwestern am Meer (Roman). MIRA Taschenbuch 2018, ISBN 9783955767877
- Anne Barns – Honigduft und Meeresbrise (Roman) 2019, ISBN 9783745750041
- Andrea Russo – Der süße Himmel der Schwestern Lindholm (Roman) Rowohlt Hamburg, 2021, ISBN 978-3-499-00401-8
- Der Duft von Kuchen und Meer (Roman) Rowohlt Hamburg, 2025, ISBN 978-3-499-01643-1